# Zor-El
 (juin 2018).
Si vous disposez d'ouvrages ou d'articles de référence ou si vous connaissez des sites web de qualité traitant du thème abordé ici, merci de compléter l'article en donnant les références utiles à sa vérifiabilité et en les liant à la section « Notes et références ».
Zor-El est un personnage de fiction apparaissant dans les comics américains publiés par DC Comics. Un Kryptonien, il est le frère cadet de Jor-El, mari de Alura, le père de Supergirl, et l'oncle paternel de Superman.
Les représentations traditionnelles de Zor-El dans l'Âge d'Or et l'Âge d'Argent de DC Comics, l'a dépeint comme un scientifique bienveillant inquiet pour sa fille Supergirl, agissant de la même manière que son frère Jor-El en envoyant son enfant en sécurité sur la Terre. Dans le milieu des années 2000, DC a expérimenté différentes caractérisations de Zor-El, même brièvement en faisant de lui un savant fou avec une rancune contre son frère. Une représentation similaire a été utilisée lorsque le personnage a été adapté à la télévision dans la série Smallville. Dans les années 2010, les histoires suivant le reboot The New 52 de DC Comics, Zor-El a été un antagoniste de Supergirl et Superman, après avoir été transformé en méchant Cyborg Superman par Brainiac.

## L'histoire de la publication
Zor-El est d'abord paru dans Action Comics #252 (Mai 1959) et a été créé par Otto Binder et Al Plastino.

## Biographie du personnage de fiction

### Avant La Crise

#### Earth-One

L'emblème familial de la Maison de El

Dans la continuité de la pré-Crise, Zor-El a été un climatographer sur Krypton, et l'un des seuls scientifiques à croire les prédictions de son frère aîné Jor-El à propos de l'imminence de la destruction de Krypton. Quand la planète a explosé, Argo City a été en quelque sorte soufflé en toute sécurité dans l'espace avec une bulle d'air autour d'elle (une version ultérieure de l'histoire dans Action Comics #316 (septembre 1964) a la ville sauvée par un dôme météo que Zor-El a construit). L'explosion a transformé Argo City en Kryptonite, mais Zor-El et les autres survivants ont recouvert la surface avec des feuilles de plomb. Les Kryptoniens ont réussi à rester en vie pendant de nombreuses années, et Kara est née peu de temps après la destruction de Krypton. La fin pour Argo City est venue quand une tempête de météore a créé des trous dans la bâche, exposant les survivants à la radiation mortelle de la kryptonite. Zor-El a réussi à construire une fusée et a l'utiliser pour envoyer sa fille Kara sur Terre. Craignant que Superman n'aurait pas pu la reconnaître parce qu'il avait quitté Krypton étant bébé, les parents de Kara lui ont fourni un costume inspiré étroitement de celui de l'Homme d'Acier.
Il a été révélé plus tard à Supergirl induit par les rêves de Zor-El que ses parents l'avait téléporté dans la Zone de Survie (similaire à la Zone Fantôme) au cours des derniers moments d'Argo. Supergirl a été en mesure de leur porter secours dans Action Comics #310 (Mars 1964), et Zor-El et Alura sont allés vivre à Kandor. Quand la bouteille de la ville a été agrandi, Zor-El et Alura se sont réinstallés sur la Nouvelle Krypton/Rokyn.

#### Earth-Two
Dans l'univers alternatif de Earth-Two, Zor-L et Allura (note orthographe différente) envoie Kara sur Terre où elle est devenue Power girl. Ce Zor-L était un expert en psychologie, et a créé une réalité virtuelle dans la chambre de Kara à l'intérieur de son vaisseau spatial. Comme elle a vieilli à l'intérieur de la fusée sur son chemin vers la Terre-Deux (prenant un chemin différent, et plus sûr que Kal-L), elle a vécu le type de vie qu'elle aurait eu sur Krypton. Zor-L et Allura ont été tués lors de l'explosion de Krypton. Cette version de Zor-L vivait dans Kandor et pas Argo City. Zor-L fait qu'une seule apparition, dans Showcase #98 (Mars 1978).

### Post-Crise et de l'Heure Zéro (temporalité BirthrightetInfini Crise)
Dans "La Supergirl de Krypton" story-arc dans Superman/Batman #8 À 13 (Mai–octobre 2004), Zor-El a envoyé sa fille loin de Krypton avant que Kal-El parte. Il était prévu qu'elle allait atteigne la Terre en première et aurait pu aider à élever Kal dans son enfance. Cependant, elle est restée dans la stase et son vaisseau n'a atteint la Terre que des années plus tard, et l'enfant dont elle était censé s'occuper était devenu un homme lorsqu'elle est arrivée encore adolescente.
Après que Lex Luthor utilisa la Kryptonite Noire pour diviser Kara entre le bien et le mal, le côté mauvais de Kara affirma que Zor-El avait effectivement envoyé sa fille sur Terre pour tuer son neveu, car il avait de la rancune pour son frère aîné et détestait l'idée que la lignée de Jor-El persiste au-delà de la destruction de Krypton. Indépendamment de la vérité ou de la fausseté de celle-ci, Kara a rejeté cet aspect d'elle-même.
Dans la nouvelle série Supergirl, de nouvelles informations sur l'histoire de Zor-El et ses relations sont en cours.
Zor-El a été dans le numéro #16 apparaissant comme une apparition et a expliqué ce qu'il se passait réellement à Kara, et pourquoi elle a été envoyée sur Terre pour tuer Kal-El, dans une séquence de rêve. Zor-El a été à l'encontre de l'utilisation de la Zone Fantôme comme une prison parce qu'il pensait que ça allait devenir un abus, car le sang n'a pas été versé, elle est devenue un moyen propre pour traiter les criminels. Dans la zone d'Argo City, il vécut comme un scientifique très respecté, comme son frère Jor-El, et travaille en ce moment sur les Pierres de Soleil. Il a combattu avec Jor-El sur l'utilisation de la Zone Fantôme et essayé de lui faire arrêter de la soutenir. Zor-El a commencé à remarquer qu'à chaque fois que quelqu'un est allé dedans, quelque chose en sortait aussi, sous la forme de Fantômes. Ces Fantômes possédait les gens, créant l'anarchie sur Krypton. Zor-El a découvert qu'il pouvait les arrêter à l'aide de ses Pierres de Soleil, bien que les corps des possédés auraient été détruits. Cependant, Zor-El n'a pas été cru et a commencé à être considéré comme un dangereux fanatique.
Tout ça réuni et explique les flashbacks fragmentés qui avait suggéré que Zor-El ait été un personnage vilain, y compris son licenciement d'écoliers, des railleries Kara comme "les morts" (ils avaient déjà été possédés) et Alura dit à Kara de la tuer, et de "rendre votre père fier" (elle avait également été possédée, et ce n'était pas une provocation mais une véritable demande de ce qu'il restait de sa personnalité originale) ainsi que l'idée originale qu'il voulait de Kara pour tuer Kal-El. Comme l'histoire s'est terminée, il a été révélé que la maison des El a été maudit par les fantômes les considérant comme leurs geôliers. Partout où l'un des El allait, les Fantômes suivraient. Pour sauver la Terre, il eut besoin d'envoyer Kara pour supprimer Kal et arrêter la lignée des El de grandir.
Cependant, à la fin de cet arc narratif, il a été révélé que les images de Zor-El et de la Zone Fantôme ont indéniablement envahi la Terre comme il avait été prédit, n'était qu'une ruse des Monitors afin de voir si Supergirl appartenait à l'univers de la Nouvelle Terre. Après avoir découvert qu'elle était réellement la Supergirl de cet Univers, elle fut laissée à elle-même pour se réconcilier avec toutes les personnes à qui elle avait fait du mal au réveil du "test". Toutefois, le moniteur affirme que la mémoire de Zor-El et des fantômes sur Krypton étaient cependant réels.

#### Nouvelle Krypton
Un flashback subséquent dans #24 a apparemment contredit le Moniteur, révélant que la "Nouvelle Terre", Zor-El n'était pas un scientifique, bien que Alura l'ait été. Dans la continuité récente, Zor-El a été un Rôdeur, et sympathisait avec son frère. Avec ses encouragements, Alura a conçu le navire qui a envoyé Kara sur Terre, comme protectrice de Kal-El et dernière être-vivant se souvenant de Krypton (puisque Kal-El a été un nourrisson). Rien de plus n'a été révélé à propos de la véritable Terre Zor-El, jusqu'alors.
Dans Action Comics #869, il est révélé que Zor-El a sauvé Argo City de la destruction de Krytpon grâce au génie d'un dôme de protection avec sa femme Alura. Cependant, Brainiac, qui était le coupable de l'explosion Krypton, revint pour terminer le travail. Il fusionna Argo avec la Bouteille de la Ville de Kandor et tua ceux qu'il considérait comme des informations en double. Superman découvre la ville dans le vaisseau de Brainiac. Zor-El et Alura sont en mesure de prendre contact avec Kal-El pour en savoir davantage au sujet de leur fille. Plus tard, il fut assassiné par Reactron.
Dans Supergirl #43, Zor-El est décrit comme un membre notable de la guilde artistique de Krypton, et Kara comme son élan créateur.
Dans le crossover plus noir de la Nuit, alors que Kara et Alura visitent la tombe de Zor-El, discutant de la situation de la Terre, Zor-El est réanimé en tant que membre du Black Lantern Corps, prêt à attaquer sa femme et sa fille. Les scientifiques de la Nouvelle Krypton arrivent à placer une défense composée d'un compteur d'énergie sur l'anneau noir d'alimentation de la source autour de la planète, coupant la main droite de Zor-El l'empêchant de continuer son attaque.

### The New 52
En septembre 2011, La Nouvelle 52 a redémarré la continuité de DC. Dans ce nouveau montage, Supergirl découvre un amnésique Cyborg Superman vivant sur la planète, I'noxia. Cela s'avère être Zor-El, qui a été sauvé de la destruction de Krypton par Brainiac et a été reconfiguré comme un mi-homme mi-machine, pour être son éclaireur à la recherche de plus d'espèces dans l'univers.

## Dans d'autres médias

### La télévision
- Zor-El apparaît aux côtés de sa femme Alura dans l'épisode Super Amis de "Krypton Syndrome".
- Zor-El est d'abord apparu dans la septième saison de Smallville, épisode "Lara". Un réplicant de Zor-El (interprété par Christopher Heyerdahl), et sa demi-sœur Lara (jouée par Helen Slater qui l'incarnait dans le film Supergirl sorti en 1984) est retourné dans le "Bleu" en raison d'un cristal de la technologie développée par Zor-El. Dans la mythologie de Smallville, Zor-El et Jor-El étaient rivaux qui refusaient de se parler, en raison des actions de Zor-El. L'enregistrement de l'esprit de Jor-El, face à son fils de Clark Kent dans "Kara", révèle que Zor-El a été corrompu et faisait partie de la succursale de la lignée des "El", et il n'y avait pas de raison pour Clark qu'il soit un parent d'une telle personne, très différent de celui de la bande dessinée. Dans l'épisode, il est révélé que Zor-El aimait Lara et qu'il méprisait Jor-El, croyant qu'il l'avait éloignée de lui. Zor-El paru dans le 8e épisode de la 7e saison de "Bleu" comme un replicant, créé par quelques brins de gauche dans la technologie des cristaux, quand il a dupé Clark dans l'établissement d'un bleu de cristal envoyé avec Kara dans la Forteresse de la Solitude. Il a été récemment révélé dans Smallville Légendes: "Kara De Krypton" que Zor-El a travaillé pour Zod, mais dans le 15e épisode de la 7e Saison de "Veritas", Kara dit que la seule chose que leurs pères n'ont pu convenir, c'est leur "haine mutuelle pour le Général Zod".
- En tant que spin-off de la série Smallville, une série de courts films d'animation ont été produits nommés Kara et les Chroniques de Krypton. Initialement diffusée sur le site internet de la CW et envoyé sur les téléphones des clients de Sprint de Kara et de les Chroniques de Krypton a montré le dernier jour de Krypton. Zor-El est un mineur de Kandor qui est dans la ligue avec Zod. Il croit qu'il est le sujet d'une des prophéties de Rao et qu'il permettra de créer une Nouvelle Krypton sur la Terre où il pourrait vivre comme un dieu. Kara découvre son projet de détruire la planète et alerte Lara, qui la remercie de l'avertissement qui conduira à Kal-El de s'échapper. Dans la lutte de Kara pour s'échapper de lui, Zor-El est empalé sur un cristal. Il efface la mémoire de sa fille sur l'incident et prépare le cristal bleu à temps pour envoyer Kara sur son chemin vers la Terre.
- Zor-El fait une brève apparition dans le tout premier épisode de la série Supergirl et dans l'épisode "Un monde parfait" de la chaine CBS, joué par Robert Gant. Dans "l'arme parfaite", il est révélé qu'il a créé le virus Medusa qui n'est pas nocif pour les Kryptoniens mais mortel pour les autres espèces dans le cas d'une potentielle invasion, mais il n'a jamais été utilisé sur Krypton après sa création.

### Films
- Dans le film de 1984 Supergirl, Zor-El a été joué par Simon Ward.
- Zor-El apparaît dans Superman/Batman: Apocalypse.
- Zor-El apparaît dans Superman: Unbound doublé vocalement par Stephen Root. Quand Superman et Supergirl visite Kandor, Zor-El et Alura leur parle de Brainiac.
- En 2026, il sera dans Supergirl de Craig Gillespie.

### Romans
- Le Zor-El du roman de Kevin J. Anderson, Les Derniers Jours de Krypton, est l'un des plus grands scientifiques de Krypton, en second lieu seulement de son frère aîné, Jor-El. Zor-El est également le leader politique de Argo City, ville côtière de la métropole sur une étroite péninsule tropicale au large de la principale rive sud-est du continent. Alors qu'il enquête sur les tremblements originaires du continent du Sud inhabité de Krypton, Zor-El découvre un nouveau volcan, une indication de la montée de base de la pression qui peut conduire à la perte de la planète. Après le vol de Kandor par Brainiac, Jor-El est en mesure de convaincre le Commissaire Zod à la sanction de la construction de la poutre de Rao, que Jor-El et Zor-El utilisèrent pour soulager la pression au niveau de la base. Lorsque Zor-El découvre que Zod consolide son pouvoir par l'enlèvement de ses plus ardents adversaires, il conduit les villes de Krypton dans une révolte coordonnée contre le dictateur. Sachant le plan de Zod d'assiéger Argo City, Zor-El commanda de la construction de générateurs de boucliers autour du périmètre de la ville. Ces boucliers seront utilisés plus tard pour sauver la ville de la destruction de Krypton (même si Anderson ne révèle pas le plan de Zor-El plan pour sauver Argo City est finalement couronnée de succès).